# Карен Робато
Карен Робато (яп. カレンロバート, англ. Robert Cullen; нар. 7 червня 1985, Цутіура, Ібаракі) — японський футболіст, який грає на позиції нападника. Від 5 січня 2015 року виступає за «Сеул Е-Ленд».

## Клубна кар'єра
Тренувався в школі клубу «Касіва Рейсол», після чого вступив до муніципальної старшої середньої школи у Фунабасі. Після її закінчення 2004 року підписав контракт з клубом «Джубіло Івата».
Дебютував у Джей-лізі 5 травня 2004 року. Спочатку грав лише в матчах Кубку ліги, зрідка виходячи на заміну в чемпіонаті, але поступово набрався досвіду, граючи разом з такими іменитими футболістами як Накаяма Масасі і Фудзіта Тосія. 2005 року провів яскравий сезон, забивши 13 голів у 31 матчі, за що його визнали найкращим новачком Джей-ліги.
Через травми і невиразну гру поступово втратив місце в складі і став рідко з'являтися на полі. Після закінчення контракту з клубом у липні 2010, перейшов до клубу другого дивізіону Джей-ліги «Роассо Кумамото».
14 січня 2011 року підписав контракт з голландським клубом «ВВВ-Венло», в якому тоді грав його співвітчизник Йосіда Мая і починав європейську кар'єру Хонда Кейсуке. Дебютував за новий клуб 23 січня 2011 року в матчі 20 туру Ередивізі проти ПСВ. Забив свій перший гол за команду 25 лютого 2011 року в матчі 25 туру проти «Ексельсіора», замкнувши на 1-й хвилині передачу Майкла Учебо і принісши «ВВВ» перемогу.
У березні 2013 року на офіційному сайті ВВВ-Венло з'явилось повідомлення, що після завершення сезону гравець покидає команду. 16 червня того ж року як гостьовий гравець взяв участь у матчі присвяченому жертвам Великого тохокуського землетрусу 2011 року. 
У жовтні 2013 року увійшов до складу команди Супханбурі, яка бере участь у чемпіонаті Таїланду.
У січні 2015 року підписав постійний контракт із клубом Сеул Е-Ленд, який виступає в другій корейській лізі K League Challenge.

## Міжнародна кар'єра
2005 року отримав японське громадянство, що дозволило йому виступити у складі збірної Японії на чемпіонаті світу серед молодіжних команд 2005 року.

## Особисте життя
Каллен народився в сім'ї північноірландця і японки, тому мав можливість вибору між британським і японським громадянством.